# چارلی مک‌درموت
چارلی مک‌درموت (انگلیسی: Charlie McDermott؛ زادهٔ ۶ آوریل ۱۹۹۰) یک هنرپیشه اهل ایالات متحده آمریکا است. وی از سال ۲۰۰۴ میلادی تاکنون مشغول فعالیت بوده‌است.
از فیلم‌ها یا برنامه‌های تلویزیونی که وی در آن نقش داشته است می‌توان به رودخانه یخ‌زده، جکوزی ماشین زمان اشاره کرد.